# Euphyia luteola
Euphyia luteola là một loài bướm đêm trong họ Geometridae.